# Párizs–Orly repülőtér
A Párizs–Orly repülőtér (Aéroport de Paris-Orly) (IATA: ORY, ICAO: LFPO) egy nemzetközi repülőtér Franciaországban, Val-de-Marne megyében, Orly, illetve részben Villeneuve-le-Roi nevű települések közigazgatási területén, Párizstól nagyjából 13 kilométerre délre.
A Párizs-Charles de Gaulle repülőtér megépítése előtt Párizs fő repülőtere volt, azóta a második (és az ország második) legforgalmasabb reptere. A jelentős belföldi forgalom mellett számos járat indul Európa egyéb részeire, a Közel-Keletre, Afrikába, a karibi szigetvilágba, Észak-Amerikába illetve Délkelet-Ázsiába.

## Megközelíthetősége
- a RER B vonalán az Gare d’Antony  állomásig, majd az Orlyval automatikus könnyűmetróval
- a RER C vonalán a Gare du Pont de Rungis - Aéroport d'Orly állomásig

## Futópályák
A repülőtér futópályái:
- 06/24 (3650 m, 45 m, aszfalt)
- 07/25 (3320 m, 45 m, aszfalt)
- 02/20 (2400 m, 60 m, beton)

## Forgalom
Az utasforgalom az elmúlt években az alábbi módon változott:
| Utasok száma | 15 866 000 | 20 430 000 | 25 008 000 | 27 333 000 | 23 010 700 | 24 850 074 | 25 157 100 | 28 842 143 | 31 853 049 | 32 294 167 |
|              | 1980       | 1987       | 1992       | 1996       | 2001       | 2005       | 2010       | 2014       | 2019       | 2023       |

## Képek

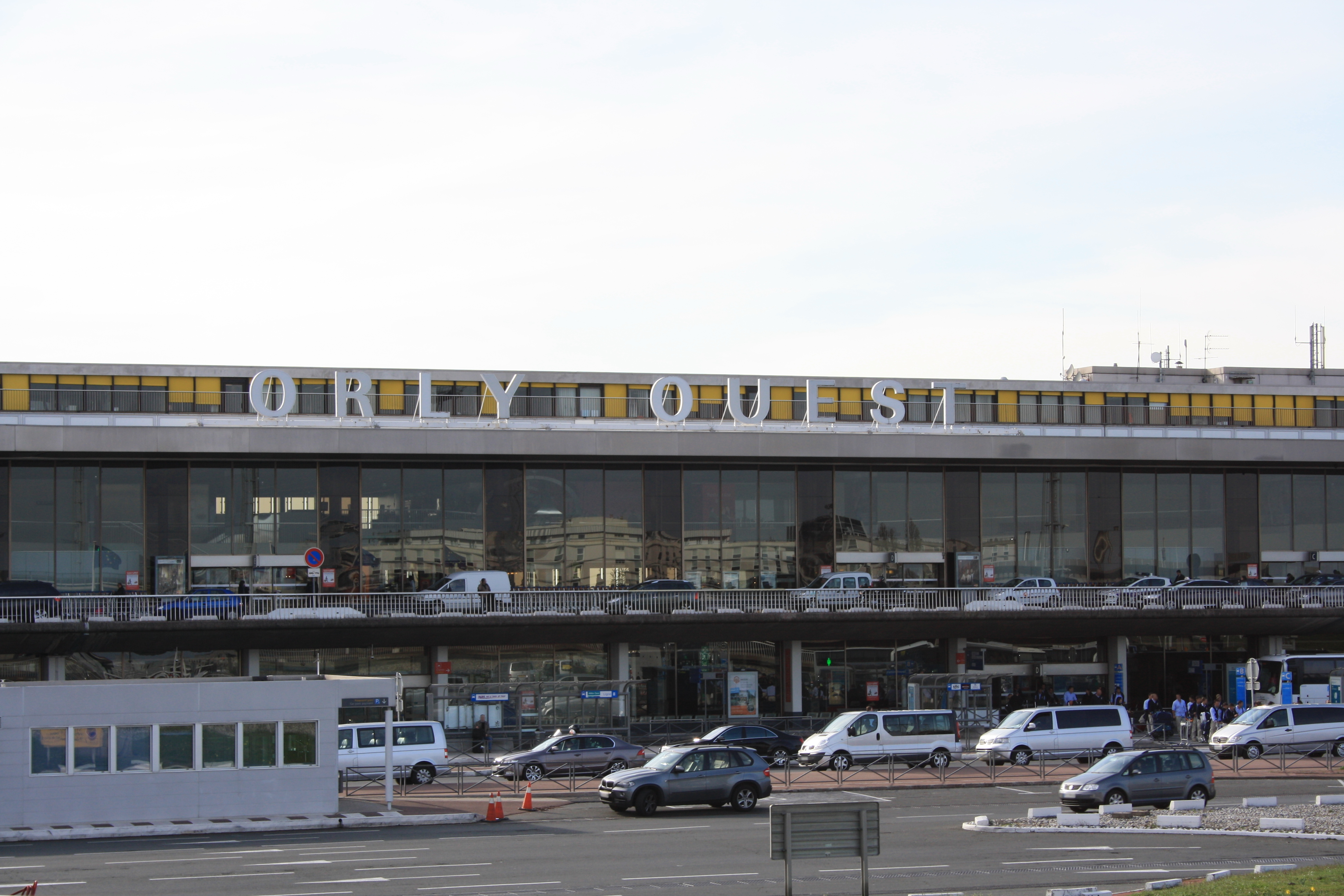
Orly-Nyugat terminál
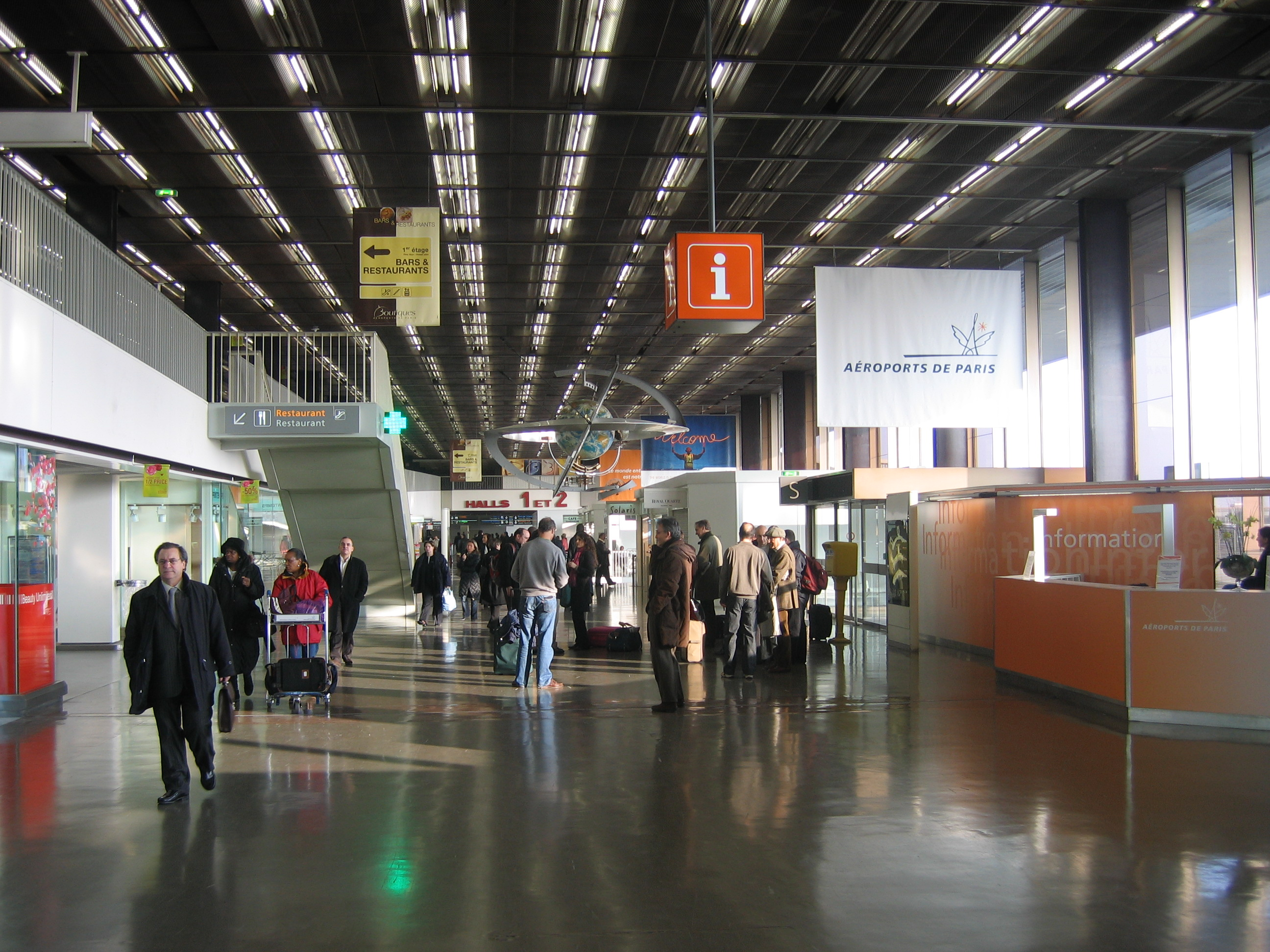
Orly-Nyugat belülről
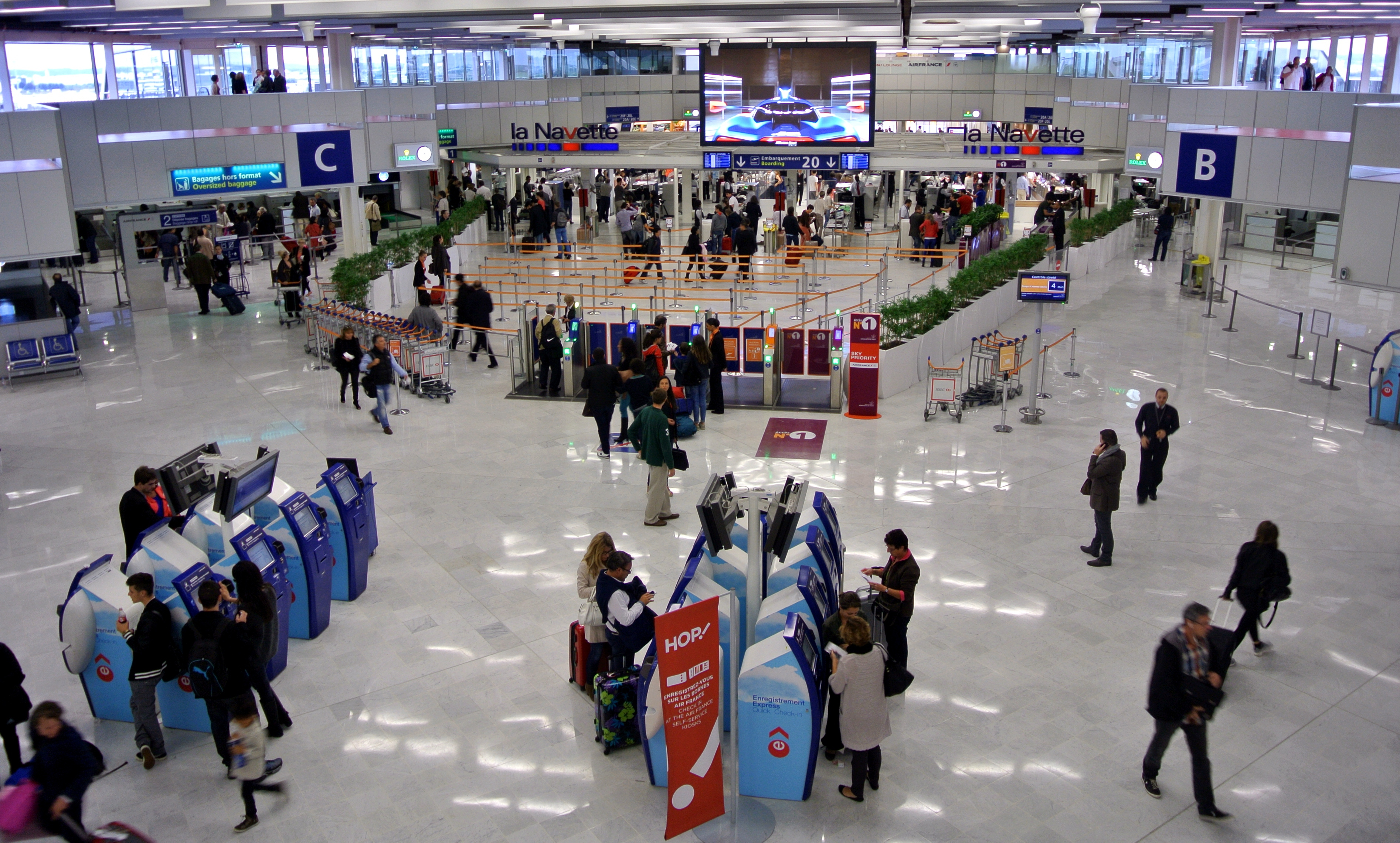
Orly-Nyugat, 2. hall
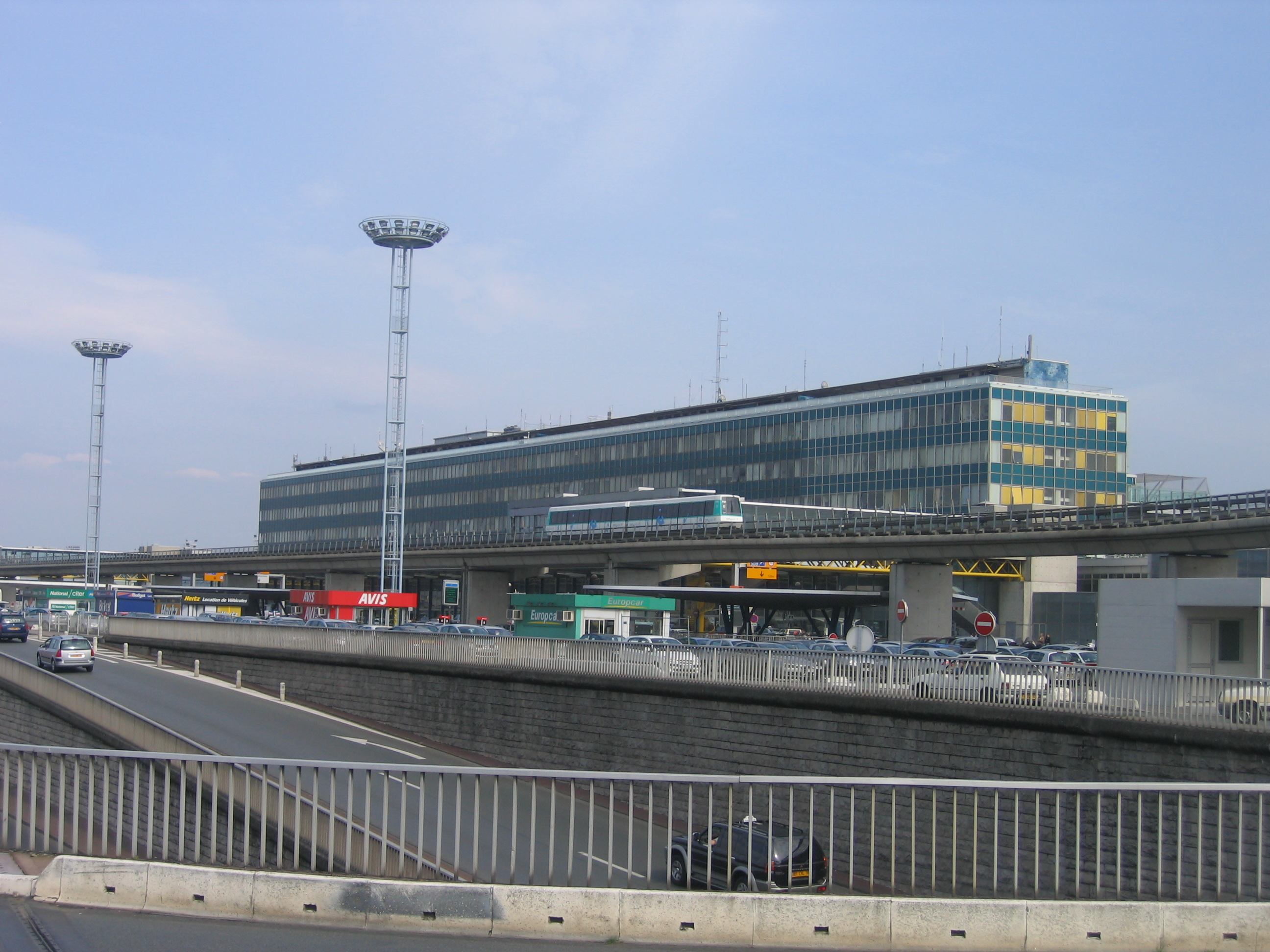
Orly-Dél terminál
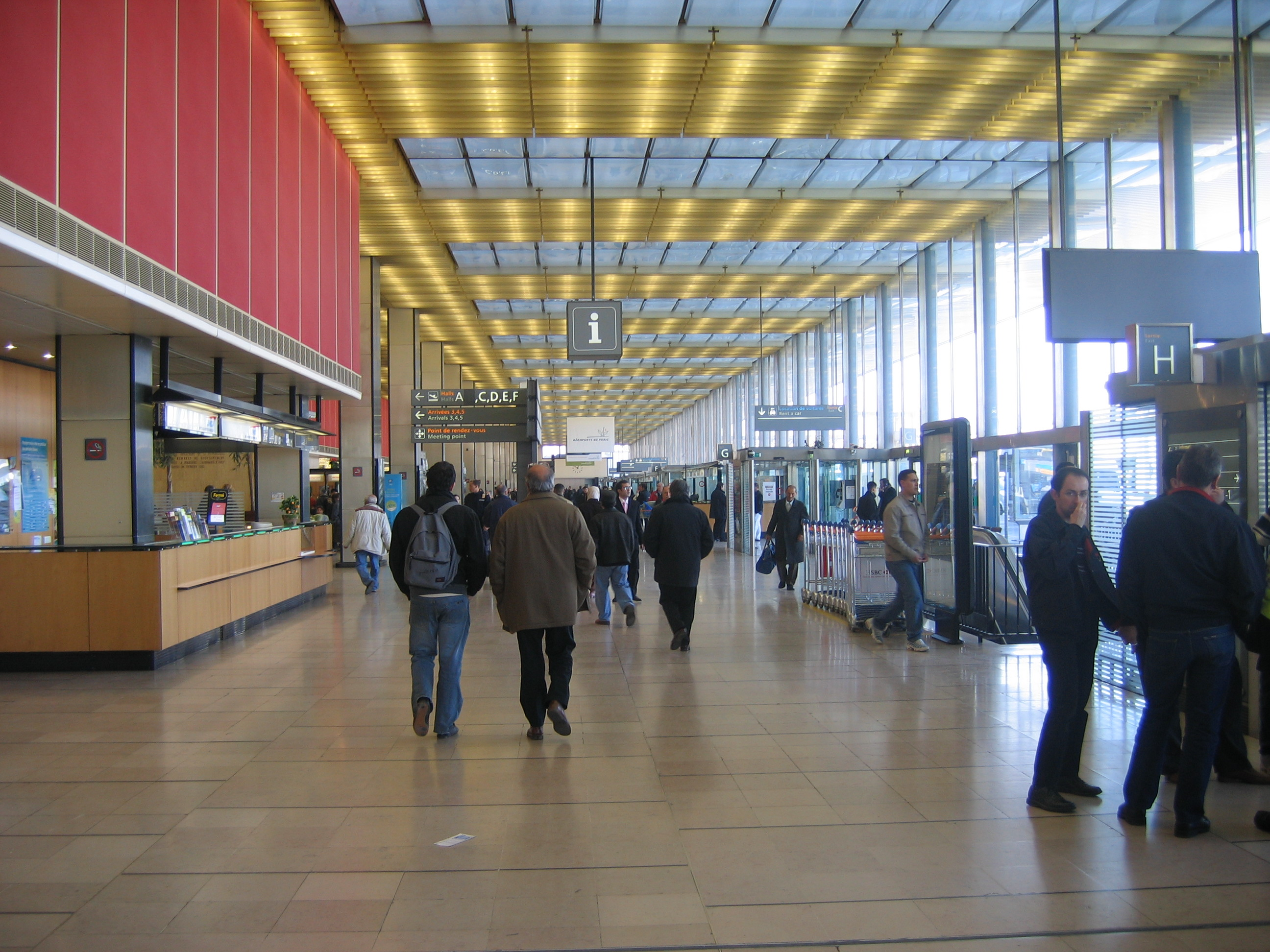
Az Orly-Dél belülről
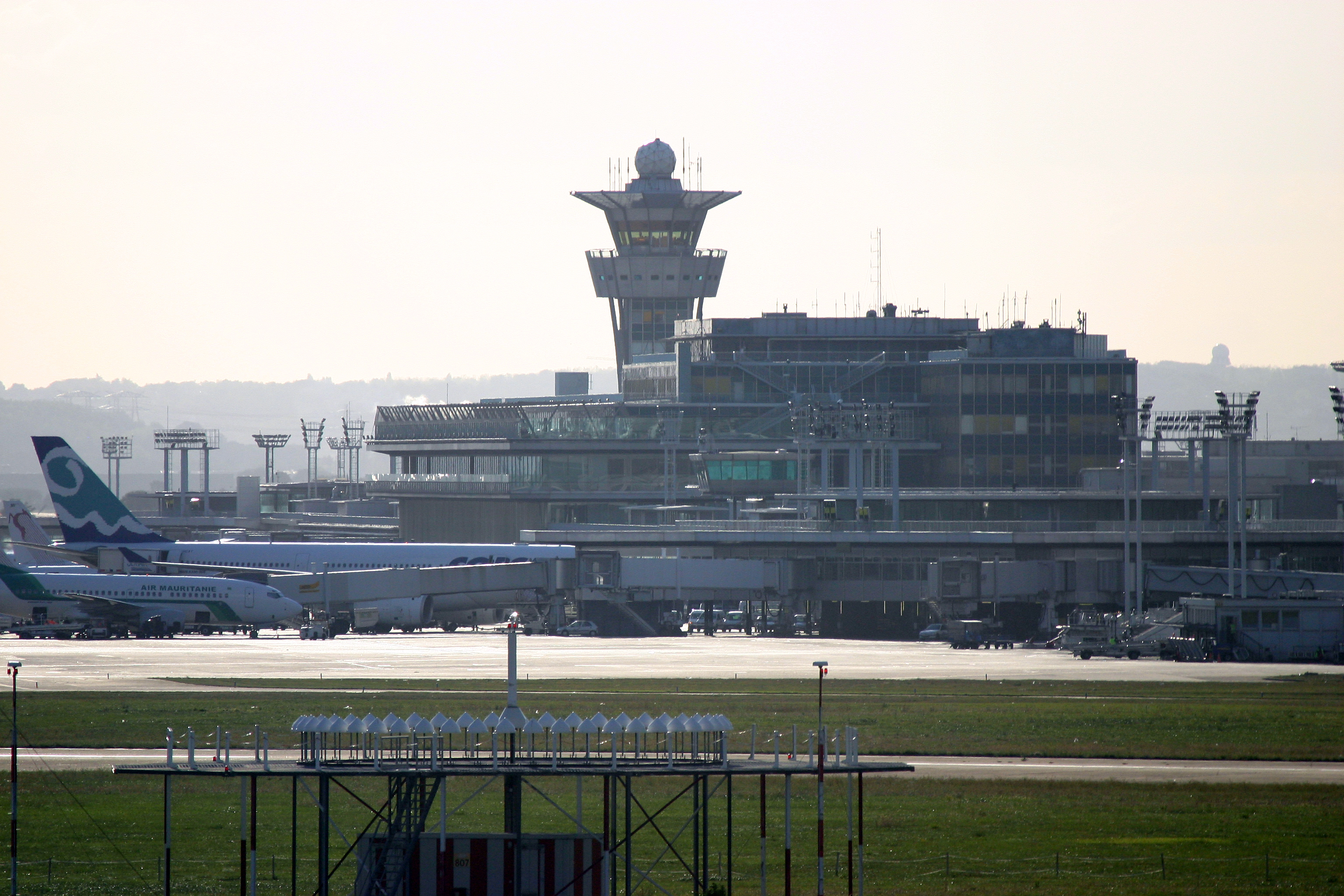
Orly-Dél terminál a kifutópályák felől
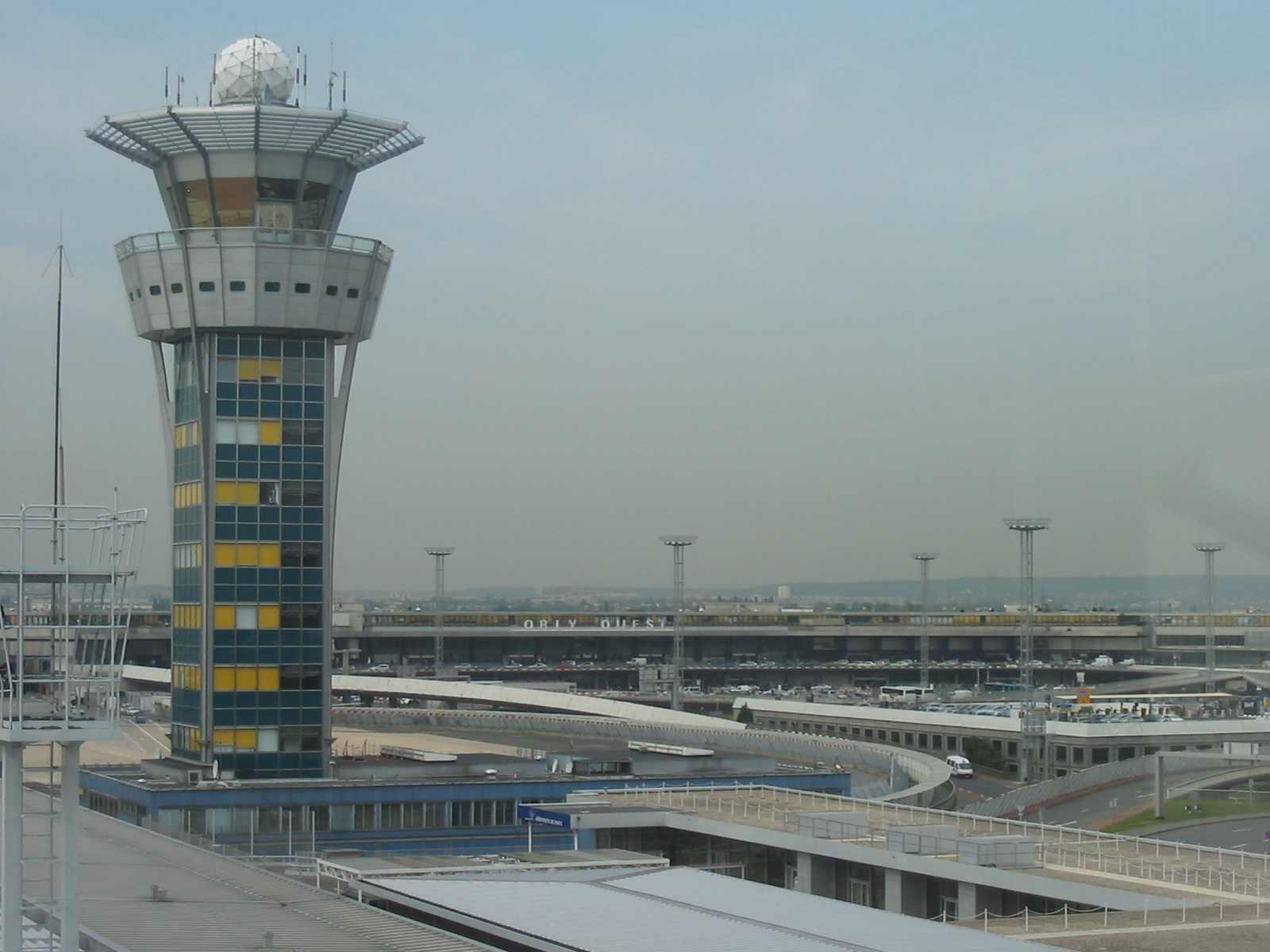
Az irányítótorony